# Salón Cimrman
Salón Cimrman byla česká umělecká skupina, zabývající se životem a dílem fiktivního českého génia Járy Cimrmana. 
Byla založena v roce 1980 scenáristou Jiřím Šebánkem a jazzovým hudebníkem Karlem Velebným (pod jménem Evžen Hedvábný). Šebánek byl iniciátorem a spoluzakladatelem původního Divadla Járy Cimrmana (DJC), odkud však v roce 1969 pro osobní i umělecké neshody odešel. Následně kolem sebe shromáždil také další „cimrmanology“ (Karel Bartoníček, Martin Zákravský, bývalý člen DJC Jan Klusák) a od roku 1980 pokračoval v činnosti s novou skupinou Salón Cimrman. V obou souborech souběžně působil jako jediný Miloň Čepelka, v Salónu Cimrman jako stálý host. Jako neoficiální manažer vypomáhl i Václav Kotek. 
Na přelomu 80. a 90. let 20. století Salón přerušil činnost; k jejímu obnovení došlo v roce 1998, kdy začal v Šemanovicích pořádat na přání Českého rozhlasu a České televize příležitostné semináře k Cimrmanovu dílu. V letech 1999–2000 natočila Česká televize sedm dílů televizního pořadu Salón Cimrman, kde vedle Šebánka a Čepelky vystupovali ještě Bartoníček a Zákravský. Definitivní konec aktivit souboru přinesla Šebánkova smrt roku 2007.
Skupina vydala několik knih a hudebních alb s písněmi a mluveným slovem, natočila několik rozhlasových a televizních pořadů. Oproti Divadlu Járy Cimrmana se Salón Cimrman nevěnoval ukázkám z mistrovy dramatické tvorby, specializoval se na pseudovědecké referáty, písně a povídky, mnoho prostoru bylo věnováno vztahu Járy Cimrmana k jazzové hudbě. Styl jejich humoru se od DJC značně odlišoval, byl ale bližší původnímu pořadu Nealkoholická vinárna U Pavouka, v němž postava Járy Cimrmana vznikla.

## Diskografie
- Jazzman Cimrman (1985)
- Cimršantán & Cimrman v Novém světě (1999)
- Cimrmánoce & Hudební mág Jára Cimrman (1999)
- Cimrman kontra Zimmermann & Cimrkino (2000)
- To nejhorší of Salon Cimrman (2000)
- Za Járou Cimrmanem až do hrobu (2004)

## Díly televizního pořadu
- Salón Cimrman aneb Cimršantán
- Salón Cimrman uvádí Cimrkino
- Salón Cimrman aneb Hudební mág Jára Cimrman
- Salón Cimrman aneb Cimrman v Novém světě
- Salón Cimrman uvádí Cimrman kontra Zimmermann
- Salón Cimrman aneb Šťastné a veselé cimrmánoce
- Salón Cimrman aneb Za Cimrmanem až do hrobu